# Santa Eugénia (Alijó)
Santa Eugénia é uma povoação portuguesa sede da Freguesia de Santa Eugénia do Município de Alijó, freguesia com 9,14 km² de área e 278 habitantes (censo de 2021), tendo, por isso, uma densidade populacional de 30,4 hab./km².

## Demografia
A população registada nos censos foi:
| Distribuição da População por Grupos Etários | Distribuição da População por Grupos Etários | Distribuição da População por Grupos Etários | Distribuição da População por Grupos Etários | Distribuição da População por Grupos Etários |
| -------------------------------------------- | -------------------------------------------- | -------------------------------------------- | -------------------------------------------- | -------------------------------------------- |
| Ano                                          | 0-14 Anos                                    | 15-24 Anos                                   | 25-64 Anos                                   | > 65 Anos                                    |
| 2001                                         | 39                                           | 51                                           | 194                                          | 127                                          |
| 2011                                         | 29                                           | 14                                           | 155                                          | 135                                          |
| 2021                                         | 17                                           | 23                                           | 121                                          | 117                                          |